# Zona Franca de Bogotá
La Zona Franca de Bogotá es uno de los principales ejes de comercio de Bogotá, capital de Colombia. Su diseño es de un parque que tiene en total 100 hectáreas de extensión. Se encuentra ubicada en la localidad de Fontibón, al occidente de la ciudad.